# العلاقات الأردنية التشيلية
العلاقات الأردنية التشيلية هي العلاقات الثنائية التي تجمع بين الأردن وتشيلي.

## مقارنة بين البلدين
هذه مقارنة عامة ومرجعية للدولتين:
| وجه المقارنة                                              | الأردن                   | تشيلي                         |
| --------------------------------------------------------- | ------------------------ | ----------------------------- |
| المساحة (كم2)                                             | 89.34 ألف                | 756.10 ألف                    |
| عدد السكان (نسمة)                                         | 9.81 مليون               | 17.37 مليون                   |
| الكثافة السكانية (ن./كم²)                                 | 109.81                   | 22.97                         |
| العاصمة                                                   | عمان                     | سانتياغو                      |
| اللغة الرسمية                                             | اللغة العربية            | اللغة الإسبانية               |
| العملة                                                    | دينار أردني              | بيزو تشيلي، وحدة حساب تشيلية ‏ |
| الناتج المحلي الإجمالي (بليون دولار)                      | 40.07 مليار              | 277.08 مليار                  |
| الناتج المحلي الإجمالي (تعادل القوة الشرائية) بليون دولار | 82.80 مليار              | 419.39 مليار                  |
| الناتج المحلي الإجمالي الاسمي للفرد دولار أمريكي          | 4.94 ألف                 | 13.42 ألف                     |
| الناتج المحلي الإجمالي للفرد دولار أمريكي                 | 12.05 ألف                | 22.07 ألف                     |
| مؤشر التنمية البشرية                                      | 0.748                    | 0.832                         |
| رمز المكالمات الدولي                                      | +962                     | +56                           |
| رمز الإنترنت                                              | .jo                      | .cl                           |
| المنطقة الزمنية                                           | ت ع م+02:00، ت ع م+03:00 | 00، 00، 00، 00                |

## منظمات دولية مشتركة
يشترك البلدان في عضوية مجموعة من المنظمات الدولية، منها:
| علم المنظمة | اسم المنظمة                               | تاريخ انضمام الأردن | تاريخ انضمام تشيلي |
| ----------- | ----------------------------------------- | ------------------- | ------------------ |
|             | وكالة ضمان الاستثمار متعدد الأطراف        | 12 أبريل 1988       | 12 أبريل 1988      |
|             | منظمة الشرطة الجنائية الدولية             | ?                   | ?                  |
|             | منظمة حظر الأسلحة الكيميائية              | ?                   | ?                  |
|             | منظمة التجارة العالمية                    | ?                   | ?                  |
|             | الأمم المتحدة                             | 14 ديسمبر 1955      | 24 أكتوبر 1945     |
|             | مؤسسة التمويل الدولية                     | 20 يوليو 1956       | 15 أبريل 1957      |
|             | يونسكو                                    | 14 يونيو 1950       | 7 يوليو 1953       |
|             | مؤسسة التنمية الدولية                     | 4 أكتوبر 1960       | 30 ديسمبر 1960     |
|             | البنك الدولي للإنشاء والتعمير             | 29 أغسطس 1952       | 31 ديسمبر 1945     |
|             | المركز الدولي لتسوية المنازعات الاستشارية | 29 نوفمبر 1972      | 24 أكتوبر 1991     |
|             | الاتحاد البريدي العالمي                   | ?                   | ?                  |
|             | الاتحاد الدولي للاتصالات                  | 20 مايو 1947        | 1908               |

## وصلات خارجية
- موقع وزارة الخارجية الأردنية
- موقع وزارة الخارجية التشيلية